# Capbreu
Un capbreu és un document redactat davant d'un notari on, de manera abreujada i en períodes cronològics espaiats, s'hi anotaven les confessions o reconeixements dels emfiteutes o pagesos tenidors (incloent-hi els de remença) davant dels senyors directes, per tal de conservar prova de la subsistència dels drets dominicals.
En tant que confessió de les rendes degudes al senyor, resulta una font molt valuosa per conèixer la fiscalitat senyorial i l’organització de les comunitats agràries sota règim senyorial, i també aporta informació sobre múltiples aspectes de la societat agrària. A més, recull les característiques i límits dels béns que els tenidors posseïen, així com les quantitats que pagaven i la periodicitat d’aquests pagaments.
Els capbreus només apareixen en els darrers segles medievals i es poden considerar una continuació dels llevadors de comptes de l'edat mitjana central. Són una font molt important per entendre la societat i l'organització del territori en aquell període.

## Tipus
Es poden distingir dos tipus de capbreus segons el seu abast:
- Els capbreus de senyoria i rendes són aquells que, encapçalats per un conjunt de drets senyorials i/o d'obligacions comunes a tots els vassalls, apareixen en aquells dominis on el senyor engloba tot un poble o una zona determinada.
- Els capbreus només de rendes, que són els més abundants, documenten principalment les rendes d’un senyor i, en el cas de senyories eclesiàstiques, sovint corresponen a dignitats o institucions amb rendes particulars dins el mateix conjunt.[1]

Aquests capbreus de senyoria i rendes tenen gran utilitat per al coneixement de la societat agrària, ja que les declaracions que fan els particulars inclouen cases, terres, béns, cultius, dades sobre l'origen de les propietats o l’ascendència del capbrevat. Tota aquesta informació aporta pistes valuoses sobre la història agrària de la propietat i de les seves transformacions. El seu interès creix si el capbrevador és senyor de tota la població, perquè en aquests casos gairebé tothom del terme està obligat a capbrevar. Un estudi serial amb intervals d’entre quaranta i cinquanta anys en diversos capbreus d’un mateix lloc —o en capbreus coetanis de diferents llocs— permet quantificar i comparar les dades per entendre millor les dinàmiques agràries i socials.
Al segle xviii, la necessitat que molts senyors tenien de confeccionar capbreus va motivar l'aparició de tractats com el Tratado de Cabrevación de Jaume Tos i Urgellès, que descriu com havien de ser aquests documents, per què es feien i quina utilitat tenien. Aquest tractat enalteix el paper dels capbreus en l'expansió dels conreus i en el procés de posar en explotació finques ermes, i insisteix que tota concessió feta per un senyor als seus vassalls havia de constar per escrit per evitar qualsevol conflicte posterior sobre la titularitat de la propietat o les condicions del contracte. D’aquesta manera, quedava clar qui era el propietari, qui el capbrevant i què exactament s'hi capbrevava.